# Papaver armeniacum
Papaver armeniacum là một loài thực vật có hoa trong họ Anh túc. Loài này được (L.) DC. mô tả khoa học đầu tiên năm 1825.